# SN 1604
La supernova 1604 o SN 1604, también conocida como la supernova de Kepler o estrella de Kepler, fue una supernova en la Vía Láctea detectada en la constelación de Ofiuco.
Visible por primera vez el 9 de octubre de 1604, ha sido la última supernova observada en nuestra propia galaxia hasta la fecha.
El resto de supernova de SN 1604 —denominado 3C 358, SNR G004.5+06.8 y CTB 41— se considera un objeto típico en su clase y sigue siendo objeto de gran estudio en astronomía.

## Historia

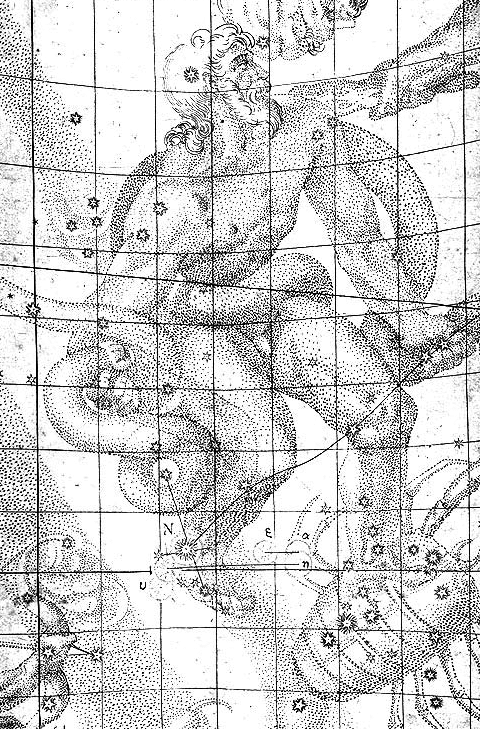
Dibujo original de Johannes Kepler describiendo la localización stella nova, marcada con una N.

La supernova de Kepler fue observada por primera vez la tarde del 9 de octubre de 1604.
Visible a simple vista, en su máximo fue más brillante que cualquier otra estrella del firmamento nocturno, pues llegó a alcanzar magnitud aparente -2,5. Fue visible durante el día durante más de tres semanas, existiendo registros de su avistamiento en fuentes europeas, chinas, coreanas y árabes.
El astrónomo alemán Johannes Kepler observó la supernova por primera vez el 17 de octubre. El estudio que hizo sobre ella fue tan extenso que posteriormente fue conocida por su nombre. Su libro sobre el tema, De Stella nova in pede Serpentarii (Sobre la nueva estrella en el pie del portador de la serpiente), recoge sus propias observaciones de la supernova, así como de varios de sus colegas europeos, y analiza la importancia de la nueva estrella, incluido un posible vínculo con la estrella de Belén.
SN 1604 fue la segunda supernova en ser observada en una generación, después de SN 1572 o supernova de Tycho. Ninguna de las posteriores supernovas de nuestra galaxia —como Casiopea A o G1.9+0.3— han podido ser observadas, aunque sí se han observado otras supernovas fuera de la Vía Láctea.

## Resto de supernova de Kepler
Al igual que SN 1572 —de parecida edad—, el resto de la supernova de Kepler (3C 358) se considera el remanente de una supernova de tipo Ia, lo que se fundamenta a partir de observaciones de rayos X que muestran una emisión de hierro intensa y una casi ausencia de emisión de oxígeno.
Sin embargo, a diferencia del resto de SN 1572, 3C 358 no tiene simetría esférica, posiblemente porque el sistema progenitor era un sistema de estrellas fugitivas y porque está interactuando con un caparazón en forma de arco concentrado hacia el noroeste, creado por la interacción del viento estelar del progenitor en movimiento con el tenue medio interestelar local.
El frente de choque actual se mueve a través de un medio circunestelar denso y asimétrico; la presencia de este gas denso
sugiere que el sistema progenitor constaba de una enana blanca y una estrella de rama asintótica gigante (AGB).
Un problema con este escenario es que la estrella acompañante debería haber sobrevivido a la explosión, pero aún no se ha encontrado ningún rastro de su existencia pese a que ha sido buscada exhaustivamente.
Las distintas estimaciones de la distancia a la que se encuentra SN 1604 varían ampliamente, desde 3900 ± 1400 pársecs —valor calculado combinando su movimiento propio y el ensanchamiento Doppler de la emisión Hα— hasta 6000 - 7000 pársecs.
Las estimaciones más recientes, basadas en la cinemática y en la curva de luz histórica, sitúan a este remanente a 5000 ± 1000 pársecs de la Tierra.